# Métabolisme anaérobie alactique
Le métabolisme anaérobie alactique, est une filière énergétique du muscle utilisée sans oxygène et ne produisant pas d'acide lactique. Lors d'efforts intenses et brefs, il dégrade directement l'adénosine triphosphate (ATP) contenue dans le muscle. La créatine phosphate contenue dans les cellules prend le relais pour produire de l'ATP cytoplasmique. Une fois ces deux réserves d'énergie affaiblies (après 7 secondes), le mode anaérobie lactique prend le relais pour assurer conjointement le renouvellement de l'ATP à partir du glucose et du glycogène hépatique. Il est quand même important de préciser que la filière anaérobie lactique est déjà active et importante avant ces 7 secondes. Elle s'active même dès la 2e seconde d'un sprint.  Celui-ci se traduit par la production de lactate, à l'issue d'une chaîne de réactions de la glycolyse.
En athlétisme les disciplines concernées par ce métabolisme énergétique sont les sprints explosifs en ligne droite tels le 100 mètres et le relais 4 × 100 m. Pour les courses plus longues (200 m, 400 m, 800 m), et les courses de haies (110 m haies et 400 m haies), le métabolisme anaérobie alactique est mis en jeu lors des 7 à 20 premières secondes, le métabolisme anaérobie lactique venant très rapidement en relais pour le renouvellement de l'ATP pendant les deux premières minutes. Au-delà (à partir de 1 500 m), lors d'efforts d'endurance, c'est le métabolisme aérobie qui est principalement utilisé.